# Geschichte Tansanias

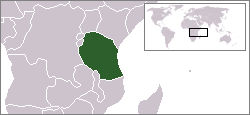
Lage Tansanias

Die Geschichte Tansanias umfasst die Entwicklungen auf dem Gebiet der Vereinigten Republik Tansania von der Urgeschichte bis zur Gegenwart. Die Vereinigte Republik Tansania ist 1964 aus dem Zusammenschluss der beiden Staaten Tanganjika und Sansibar entstanden. Tanganjika war von 1919 bis 1961 ein britisches Mandat des Völkerbundes und dann der Vereinten Nationen (UNO). Bis 1918 hatte es zu der Kolonie Deutsch-Ostafrika gehört. Sansibar war ein ostafrikanisches Sultanat unter britischem Protektorat, das in der Kolonialzeit auf die Inseln Sansibar und Pemba zusammenschrumpfte. Unmittelbar nach der Unabhängigkeit erlebte es 1963 in einer Revolution den Sturz der Monarchie, dem die Vereinigung mit Tanganjika umgehend folgte.

## Frühgeschichte
Die berühmte Olduvai-Schlucht im Norden Tanganjikas lieferte zahlreiche prähistorische Funde, mit fossilen Relikten der frühesten Vorfahren der Menschheit. Die Entdeckungen legen nahe, dass Ostafrika die „Wiege der Menschheit“ gewesen sein kann.
Wenig bekannt ist die Geschichte des inneren Tanganjika in der Frühzeit. Man vermutet, das Gebiet sei ursprünglich von ethnischen Gruppen bewohnt worden, die eine Schnalzsprache verwendeten, die der der südafrikanischen Khoisan ähnelt. Mitte des 1. Jahrtausends sind Ackerbau treibende Bantu eingewandert, Mitte des 2. Jahrtausends erreichten wandernde Hirtenvölker der Niloten das Gebiet. Die lange Geschichte der Einwanderung kann nicht in Jahreszahlen gefasst werden. Beide Völkergruppen besetzten teils eigene Regionen, in regenreicheren Gebieten überlagerten sie sich und bildeten frühe staatenähnliche Clangesellschaften. Letztere waren aufgrund der Kombination aus Ackerbau und Viehzucht (zunächst Ziegen, ab etwa dem 14. Jahrhundert kamen Ankolerinder hinzu) wirtschaftlich erfolgreicher.
Der Küstenbereich hatte wahrscheinlich schon in den ersten christlichen Jahrhunderten Handelskontakte mit dem Mittelmeerraum. Die regelmäßigen Monsunwinde erleichterten die Reise mit Segelschiffen entlang der Küste, wobei jeweils mehrmonatige Aufenthalte bis zum jahreszeitlichen Wechsel der Windrichtung einzulegen waren. Aus einem antiken Seefahrtshandbuch sind Ortsnamen wie Rhapta bekannt, das man im Raum zwischen Tanga und dem Rufidschi-Delta vermutet.
Später, möglicherweise schon im 8. Jahrhundert, ließen sich Händler aus Arabien und Persien an der Küste nieder. In ihren Niederlassungen kam es durch Vermischung der islamischen Kaufleute und Seefahrer mit der einheimischen Bevölkerung zur Entstehung der Suahelikultur. Entlang der Küste wuchsen hochentwickelte Städte und Handelsplätze. Unter ihnen ist im tansanischen Bereich neben Sansibar vor allem Kilwa zu nennen.
Der portugiesische Seefahrer Vasco da Gama erforschte die afrikanische Ostküste 1498 auf seiner ersten Reise nach Indien. Bis 1506 beanspruchte der portugiesische König Manuel I. die Macht über die gesamte Küste. Dieser Anspruch bestand allerdings nur auf dem Papier, weil Portugal seine Stützpunkte wie Mombasa und Sansibar nur als Zwischenstationen der Indien-Flotten auf dem Weg zwischen Ilha de Moçambique und Goa nutzte. Die Portugiesen konnten nur wenige Soldaten stationieren und kolonisierten diesen Bereich nicht (Portugiesische Kolonialgeschichte#Ostafrika). Der Expansion Omans Ende des 17. Jahrhunderts konnte Portugal nichts entgegensetzen; nach dem Fall der Festung Fort Jesus im Jahr 1698 vertrieben die omanischen Araber die Portugiesen auch aus Sansibar und errangen eine lockere Oberherrschaft über die Küstenstädte, in denen sie ihre Walis einsetzten.
Im 19. Jahrhundert gab es in Sansibar wirtschaftlichen Aufschwung durch eine Plantagenwirtschaft, in der besonders der Anbau der neu eingeführten profitablen Gewürznelken steil anstieg. Die Einwanderung omanischer Araber nahm zu. Der omanische Herrscher Sultan Sayyid Said (1804–56) verstärkte seine Präsenz an der Suaheliküste und setzte sich gegen die örtlichen Herrscher von Mombasa durch. 1840 wich Sayyid Said vor der Unsicherheit in Oman sogar für elf Jahre nach Sansibar aus, das Frieden mit hohen Einnahmen aus Zoll und seinen eigenen Plantagen verband.
Im Große-Seen-Gebiet westlich des Viktoriasees bestand (zumindest in der Überlieferung) bis zum 15./16. Jahrhundert das wahrscheinlich nur lose zusammenhängende Reich der Bachwezi. Durch Zuwanderung von Hirtenvölkern aus dem Norden entwickelten sich hierarchisch strukturierte Gesellschaften, die als Hinda-Dynastie die herrschende Schicht in mehreren größeren und kleineren Königreichen bildeten. Zu den großen Reichen, die ihren Ursprung auf den legendären Gründer Ruhinda zurückführen, gehören Ruanda, Burundi und Buganda. Zu den kleineren Königreichen, die teilweise von Buganda kontrolliert und gelegentlich überfallen wurden, zählen im Nordwesten Tansanias Buhaya (mit Karagwe) und südlich davon Buzinza. Die Bukerebe besaßen einen dicht besiedelten Inselstaat.
Der größere Teil der inneren Regionen war den Europäern weithin unbekannt. Die europäische Erforschung begann Mitte des 19. Jahrhunderts. Zwei deutsche Missionare (Johannes Rebmann und Johann Ludwig Krapf) erreichten in den 1840er Jahren den Kilimandscharo. Die britischen Forscher Richard Burton und John Speke erreichten 1857 den Tanganjikasee. Der schottische Missionar und Forscher David Livingstone ließ sich in seiner letzten Mission in Ujiji nieder; dort fand der von der Zeitung New York Herald beauftragte US-Journalist Henry Morton Stanley ihn am 10. November 1871.

## Kolonialismus
Seit etwa 1830 verstärkte sich das Interesse Omans an den ostafrikanischen Suahelistädten, die unter seiner nominellen Oberhoheit standen. Mit dem Umzug des Sultans Seyyid Said nach Sansibar intensivierte sich auch der Einfluss seiner Regierung auf die Küstenstädte.
Die Kolonialinteressen Deutschlands in Ostafrika wurden 1884 von Carl Peters begründet, der für die Gesellschaft für deutsche Kolonisation (später: Deutsch-Ostafrikanische Gesellschaft) durch zahlreiche Verträge mit Stammeshäuptlingen ein privatwirtschaftliches Kolonialreich im Namen seiner Kolonialgesellschaft aufbauen wollte. Kanzler Otto von Bismarcks Regierung sah sich trotz Widerstrebens genötigt, der Gesellschaft 1885 einen Schutzbrief des deutschen Reiches auszustellen und den Anspruch durch eine militärische Machtdemonstration deutscher Kriegsschiffe gegenüber dem Sultan von Sansibar abzusichern. Die Kolonie auf dem Boden des heutigen Tansania erhielt den Namen „Deutsch-Ostafrika“.
Die Herrschaft der Kolonialgesellschaft brach indes kurz darauf im Aufstand der ostafrikanischen Küstenbevölkerung von 1888 zusammen, und die Reichsregierung griff direkt militärisch ein.
1886 und 1890 wurden Englisch-Deutsche Verträge geschlossen, die die britischen und deutschen Einflussbereiche in Ostafrika und entlang der Küste regelten, die zuvor vom Sultan von Sansibar beherrscht worden waren. 1891 übernahm die deutsche Regierung auch offiziell die direkte Verwaltung des Gebietes der Deutsch-Ostafrikanischen Gesellschaft und ernannte einen Gouverneur mit Hauptsitz in Daressalam.
Während die deutsche Kolonialverwaltung die Finanzen, Landwirtschaft, Eisenbahnen und allgemeine Infrastruktur zu ihren Gunsten gestaltete, weckte die europäische Aneignung den Widerstand der Afrikaner. Zwischen 1891 und 1894 unterdrückte die Schutztruppe den Widerstand der Hehe unter ihrem Chief Mkwawa gegen die deutsche Expansion. Mkwawa brachte der Kolonialarmee eine erste Niederlage bei, geriet dann nach einer Periode von Guerillakriegen selbst in einen Hinterhalt und beging 1898 Selbstmord.
Der Widerstand fand 1905 bis 1907 seinen Höhepunkt im Maji-Maji-Aufstand. Der Aufstand, der vorübergehend zahlreiche Südstämme vereinte, endete erst, nachdem ca. 120.000 Afrikaner im Kampf oder am Hunger gestorben waren. Er gilt in Tansania vielfach als erste Äußerung eines beginnenden Nationalismus. Die Forschung zeigte, dass traditionelle Feindseligkeiten eine große Rolle im Aufstand spielten.
Während des Ersten Weltkrieges wurde ein erster Invasionsversuch Großbritanniens durch die Schutztruppe unter Paul von Lettow-Vorbeck in der Schlacht bei Tanga vereitelt. Der alliierten Offensive seit 1916 konnte die Schutztruppe nur noch Guerillataktiken während ihres Rückzuges entgegensetzen, wurde aber 1917 nach Mosambik abgedrängt. Damit ging die deutsche Kolonialzeit noch während des Krieges zu Ende, als britische und belgische Truppen das Land besetzten. Kampfhandlungen, Plünderungen und die Verwüstung des Landes durch die Kriegsparteien führten zu großen Verlusten unter der Zivilbevölkerung.
Das ehemals deutsche Gebiet wurde unter den Siegern aufgeteilt. Belgien erhielt Ruanda und Burundi; Portugal das Kionga-Dreieck; das übrige Gebiet kam als „Tanganyika Territory“ unter einem Völkerbundmandat an Großbritannien, mit dem langfristigen Auftrag, Tanganjika auf die Unabhängigkeit vorzubereiten. In der NS-Zeit verfolgten deutsche Verwaltungen und Verbünde Pläne, Deutsch-Ostafrika als Teil eines mittelafrikanischen Kolonialreichs wiederherzustellen. Konkurrierende Ziele der NS-Führung und der Kriegsausgang vereitelten jedoch diese Pläne.
Nach dem Zweiten Weltkrieg wurde Tanganjika UNO-Mandatsgebiet unter britischer Herrschaft. Ab 1947 war es der Schauplatz des Tanganyika Groundnut Scheme, dem größten agrarindustriellen Projekt der Kolonialgeschichte. Dabei wurden einige Infrastrukturmaßnahmen durchgeführt und die Stadt Mtwara gegründet. Aufgrund schwerwiegender Planungsmängel scheiterte das Projekt und wurde schließlich im Januar 1951 beendet. In den folgenden Jahren bewegte sich Tanganjika stufenweise auf die Selbstverwaltung und Unabhängigkeit zu.

## Unabhängigkeit

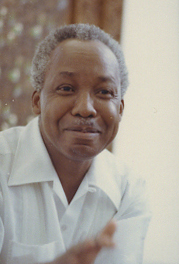
Julius Nyerere, Vorsitzender der TANU und bis 1990 auch der CCM, erster Ministerpräsident des unabhängigen Tanganjika und bis 1985 Staatspräsident Tansanias (Fotografie von 1976)

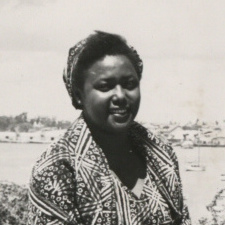
Lucy Lameck, die erste Frau im Parlament von Tanganjika, (Fotografie aus den 1960er Jahren)

1954 organisierte der Lehrer Julius Nyerere eine politische Partei, die Tanganjika African National Union (TANU). Im Mai 1961 errang Tanganjika die Autonomie und Nyerere wurde Premierminister unter einer neuen Verfassung. Die volle Unabhängigkeit wurde am 9. Dezember 1961 erreicht. Nyerere wurde zum Präsidenten gewählt, als Tanganjika eine Republik im Commonwealth wurde.

## Sansibar
Das alte arabisch-persische Handelszentrum Sansibar mit der Hauptinsel Unguja geriet im 16. und Anfang des 17. Jahrhunderts unter portugiesische Herrschaft, wurde aber Anfang des 18. Jahrhunderts von den Arabern aus Oman zurückerobert. Höhepunkt der arabischen Herrschaft war die Zeit unter Sultan Seyyid Said, der den Nelkenanbau in Plantagen unter Sklavenarbeit anregte.
Die Araber errichteten eigene Garnisonen in Sansibar, auf Pemba und Kilwa und setzten den lukrativen Sklaven- und Elfenbeinhandel fort. Bis 1840 hatte Said seine Hauptstadt von Maskat nach Sansibar verlegt und eine arabische Regierung etabliert. Der Handel ging zunehmend auf indische Händler über, die Said zum Siedeln auf Unguja ermuntert hatte.
Die Gewürze Sansibars zogen Schiffe aus großer Ferne wie den USA an, die 1837 ein Konsulat auf der Insel errichteten. Das frühe Interesse Großbritanniens an Sansibar wurde durch den Handel und den Kampf gegen den Sklavenhandel geweckt. 1822 unterzeichneten die Briten den ersten einer Reihe von Verträgen mit Sultan Said, um diesen Handel zu unterbinden, doch erst 1876 wurde der Verkauf der Sklaven endgültig verboten.
Der Englisch-Deutsche Vertrag von 1890 machte Sansibar zu einem britischen Protektorat, und der Caprivizipfel im heutigen Namibia wurde deutsches Protektorat. Die durch den Sultan ausgeübte britische Herrschaft blieb von Ende des 19. Jahrhunderts bis in die Zeit nach dem Zweiten Weltkrieg im Wesentlichen unverändert bestehen.
Am 10. Dezember 1963 erlangte Sansibar als konstitutionelle Monarchie seine Unabhängigkeit wieder, die aber von Anfang an durch tiefgehende innere Konflikte geprägt war. Diese entluden sich bereits am 12. Januar 1964 in der sansibarischen Revolution. Der Sultan und die gerade neu gewählte Regierung wurden gestürzt und tausende Bürger arabischer und indischer Abstammung wurden umgebracht. Die „Volksrepublik Sansibar und Pemba“ wurde unter dem Präsidenten Sheikh Abeid Amani Karume ausgerufen. Karume trat alsbald in Verhandlungen mit Premierminister Nyerere von Tanganyika über einen Zusammenschluss beider Länder ein.

## Vereinigte Republik von Tansania
Am 26. April 1964 schlossen sich Sansibar und Tanganjika zunächst unter dem Namen Vereinigte Republik von Tanganjika und Sansibar zusammen. Die Republik wurde dann rund ein halbes Jahr später am 1. November 1964 in Vereinigte Republik Tansania umbenannt.
Dabei wurden die Silben „Tan“ und „San“ aus den beiden Ländernamen mit der Endung der historischen Bezeichnung „Azania“ zum neuen Namen „Tansania“ vereinigt und am 29. Oktober 1964 die Vereinigte Republik von Tansania proklamiert. Unter der politischen Union mit Tanganjika im April 1964 behielt die Regierung Sansibars eine beträchtliche lokale Autonomie. 1967 wurde die Arusha-Deklaration beschlossen, die die Politik der nächsten Jahrzehnte bestimmte. Grundzüge waren Ujamaa, eine Form des „afrikanischen Sozialismus“, und self-reliance.
Um eine allein regierende Partei in beiden Teilen der Union zu etablieren, vereinte Nyerere am 5. Februar 1977 die TANU mit der in Sansibar regierenden Partei, der Afro-Shirazi Party (ASP), zur CCM (Chama Cha Mapinduzi – CCM Revolutionary Party). Die Fusion wurde durch die in der Unionsverfassung 1982 formulierten Grundsätze bekräftigt, die in der Verfassung von 1984 nochmals bestätigt wurden.
1985 übergab Nyerere die Macht an Ali Hassan Mwinyi aus Sansibar, blieb aber bis 1990 Vorsitzender der CCM.
Die schwere Wirtschaftskrise ab den späten 1970er Jahren machte Reformen unvermeidlich. 
Ugandische Truppen überschritten ab August 1971 wiederholt die Grenze zu Tansania und versuchten, durch diese militärische Machtdemonstration die Nyerere-Regierung zur Anerkennung des Regimes von Idi Amin in Uganda zu zwingen. Tansania unterstützte im Gegenzug eine Invasion in Uganda, um einen Gegenputsch durchführen zu können. Dabei kamen Truppen des gestürzten Premierministers von Uganda Milton Obotes, der in Tansania Asyl erhielt, zum Einsatz. Dieser Krieg, der sogenannte Erste Uganda-Tansania-Krieg, endete am 7. Oktober 1972 nach Vermittlung Somalias. 
Von 9. Oktober 1978 bis 3. Juni 1979 kam es zu einem weiteren Krieg im Grenzgebiet von Tansania und Uganda, der als Zweiter Uganda-Tansania-Krieg bekannt wurde. Tansania siegte.
1986 wurden Vereinbarungen mit dem Internationalen Währungsfonds IWF und der Weltbank getroffen. Die staatlich kontrollierte Ökonomie wurde nach und nach in eine liberale Marktwirtschaft umgewandelt. Ausländischen Investoren wurde der Marktzugang erleichtert, das Schulwesen wurde privatisiert.
Die Einparteiregierung wurde 1995 mit den ersten parlamentarischen Wahlen beendet, die Benjamin Mkapa mit großer Mehrheit gewann; er wurde am 23. November 1995 eingeschworen. 2005 wurde Jakaya Mrisho Kikwete, ein Muslim, zum 4. Präsidenten der Vereinigten Republik von Tansania gewählt. 2015–2021 war als fünfter Präsident John Magufuli im Amt, dem seine Stellvertreterin Samia Suluhu Hassan folgte.